# Giải vô địch bóng đá trẻ thế giới 1997
Giải vô địch bóng đá trẻ thế giới 1997 còn được gọi là 1997 FIFA/Coca-Cola World Youth Championship vì lý do tài trợ, là giải đấu lần thứ 11 của Giải vô địch bóng đá trẻ thế giới. Được tổ chức từ ngày 16 tháng 6 đến ngày 5 tháng 7 năm 1997 tại Malaysia. Đây cũng là giải đấu đầu tiên của FIFA tổ chức tại Đông Nam Á.

## Địa điểm
| Shah Alam                                                                  | Kuching                        | Alor Setar                        |
| -------------------------------------------------------------------------- | ------------------------------ | --------------------------------- |
| Sân vận động Shah Alam                                                     | Sân vận động Sarawak           | Sân vận động Darul Aman           |
| Sức chứa: 80,000                                                           | Sức chứa: 40,000               | Sức chứa: 32,387                  |
|                                                                            |                                |                                   |
| Shah AlamKuchingAlor SetarKuantanKangarJohor Bahru Vị trí của các địa điểm |                                |                                   |
| Kuantan                                                                    | Kangar                         | Johor Bahru                       |
| Sân vận động Darul Makmur                                                  | Sân vận động Tuanku Syed Putra | Sân vận động Tan Sri Hassan Yunus |
| Sức chứa: 40,000                                                           | Sức chứa: 20,000               | Sức chứa: 30,000                  |
|                                                                            |                                |                                   |

## Vòng loại
24 đội sau đây đã giành quyền tham dự Giải vô địch bóng đá trẻ thế giới 1997. Chủ nhà Malaysia không cần phải vượt qua vòng loại để tham dự giải đấu.
| Liên đoàn                         | Giải đấu loại                                 | Các đội tuyển vượt qua vòng loại                            |
| --------------------------------- | --------------------------------------------- | ----------------------------------------------------------- |
| AFC (châu Á)                      | Chủ nhà                                       | Malaysia1                                                   |
| AFC (châu Á)                      | Giải vô địch bóng đá trẻ châu Á 1996          | Trung Quốc · Nhật Bản · Hàn Quốc · UAE1                     |
| CAF (châu Phi)                    | Giải vô địch bóng đá trẻ châu Phi 1997        | Bờ Biển Ngà · Ghana · Maroc · Nam Phi1                      |
| CONCACAF (Bắc, Trung Mỹ & Caribe) | Giải vô địch bóng đá U-20 CONCACAF 1996       | Canada · Costa Rica · México · Hoa Kỳ                       |
| CONMEBOL (Nam Mỹ)                 | Giải vô địch bóng đá trẻ Nam Mỹ 1997          | Argentina · Brasil · Paraguay · Uruguay                     |
| OFC (châu Đại Dương)              | Giải vô địch bóng đá U-20 châu Đại Dương 1997 | Úc                                                          |
| UEFA (châu Âu)                    | Giải vô địch bóng đá U-18 châu Âu 1996        | Bỉ1 · Anh · Pháp · Hungary · Cộng hòa Ireland · Tây Ban Nha |

1.^ Các đội tuyển lần đầu tiên tham dự.

## Vòng bảng
24 đội được chia thành sáu bảng, mỗi bảng bốn đội. Sáu đội nhất bảng, sáu đội nhì bảng và bốn đội xếp thứ ba có thành tích tốt nhất sẽ giành quyền vào vòng đấu loại trực tiếp.

### Bảng A
| VT | Đội          | ST | T | H | B | BT | BB | HS | Đ | Giành quyền tham dự     |
| -- | ------------ | -- | - | - | - | -- | -- | -- | - | ----------------------- |
| 1  | Uruguay      | 3  | 2 | 1 | 0 | 6  | 1  | +5 | 7 | Vòng đấu loại trực tiếp |
| 2  | Maroc        | 3  | 1 | 2 | 0 | 4  | 2  | +2 | 5 | Vòng đấu loại trực tiếp |
| 3  | Bỉ           | 3  | 1 | 1 | 1 | 4  | 4  | 0  | 4 | Vòng đấu loại trực tiếp |
| 4  | Malaysia (H) | 3  | 0 | 0 | 3 | 2  | 9  | −7 | 0 |                         |

| Malaysia         | 1–3        | Maroc                                     |
| ---------------- | ---------- | ----------------------------------------- |
| Safri 10' (l.n.) | (Chi tiết) | Sektioui 14' · Khamma 33' · El Barodi 93' |

| Uruguay                       | 3–0        | Bỉ |
| ----------------------------- | ---------- | -- |
| Podestá 41' · Coelho 56', 79' | (Chi tiết) |    |

| Malaysia  | 1–3        | Uruguay                                     |
| --------- | ---------- | ------------------------------------------- |
| Fadly 11' | (Chi tiết) | Zalayeta 24' · Haled 39' (l.n.) · López 77' |

| Maroc       | 1–1        | Bỉ                  |
| ----------- | ---------- | ------------------- |
| Termina 79' | (Chi tiết) | Van Handenhoven 60' |

| Malaysia | 0–3        | Bỉ                                     |
| -------- | ---------- | -------------------------------------- |
|          | (Chi tiết) | Van Handenhoven 10', 30' · Remacle 83' |

| Maroc | 0–0        | Uruguay |
| ----- | ---------- | ------- |
|       | (Chi tiết) |         |

### Bảng B
| VT | Đội      | ST | T | H | B | BT | BB | HS  | Đ | Giành quyền tham dự     |
| -- | -------- | -- | - | - | - | -- | -- | --- | - | ----------------------- |
| 1  | Brasil   | 3  | 3 | 0 | 0 | 15 | 3  | +12 | 9 | Vòng đấu loại trực tiếp |
| 2  | Pháp     | 3  | 2 | 0 | 1 | 8  | 7  | +1  | 6 | Vòng đấu loại trực tiếp |
| 3  | Nam Phi  | 3  | 0 | 1 | 2 | 2  | 6  | −4  | 1 |                         |
| 4  | Hàn Quốc | 3  | 0 | 1 | 2 | 5  | 14 | −9  | 1 |                         |

| Hàn Quốc | 0–0        | Nam Phi |
| -------- | ---------- | ------- |
|          | (Chi tiết) |         |

| Pháp | 0–3        | Brasil                                        |
| ---- | ---------- | --------------------------------------------- |
|      | (Chi tiết) | Alex 5' · Adaílton 61' · Silvestre 90' (l.n.) |

| Hàn Quốc                      | 2–4        | Pháp                              |
| ----------------------------- | ---------- | --------------------------------- |
| Park Jin-sub 54', 68' (ph.đ.) | (Chi tiết) | Henry 1', 10' · Trezeguet 2', 52' |

| Nam Phi | 0–2        | Brasil            |
| ------- | ---------- | ----------------- |
|         | (Chi tiết) | Adaílton 53', 57' |

| Hàn Quốc                                                  | 3–10       | Brasil                                                                                         |
| --------------------------------------------------------- | ---------- | ---------------------------------------------------------------------------------------------- |
| Lee Kwan-woo 56' · Chung Seok-keun 73' · Lee Jung-min 89' | (Chi tiết) | Fernandão 19', 42' · Adaílton 30', 32' (ph.đ.), 35' (ph.đ.), 39', 63', 69' · Zé Elias 68', 82' |

| Nam Phi          | 2–4        | Pháp                                        |
| ---------------- | ---------- | ------------------------------------------- |
| Hartley 42', 90' | (Chi tiết) | Trezeguet 22', 61' · Henry 83' · Luccin 89' |

### Bảng C
| VT | Đội              | ST | T | H | B | BT | BB | HS | Đ | Giành quyền tham dự     |
| -- | ---------------- | -- | - | - | - | -- | -- | -- | - | ----------------------- |
| 1  | Ghana            | 3  | 2 | 1 | 0 | 4  | 2  | +2 | 7 | Vòng đấu loại trực tiếp |
| 2  | Cộng hòa Ireland | 3  | 1 | 1 | 1 | 4  | 4  | 0  | 4 | Vòng đấu loại trực tiếp |
| 3  | Hoa Kỳ           | 3  | 1 | 0 | 2 | 2  | 3  | −1 | 3 | Vòng đấu loại trực tiếp |
| 4  | Trung Quốc       | 3  | 0 | 2 | 1 | 2  | 3  | −1 | 2 |                         |

| Ghana                   | 2–1        | Cộng hòa Ireland |
| ----------------------- | ---------- | ---------------- |
| Gambo 27' · Mouktar 66' | (Chi tiết) | Molloy 51'       |

| Trung Quốc | 0–1        | Hoa Kỳ   |
| ---------- | ---------- | -------- |
|            | (Chi tiết) | West 90' |

| Ghana      | 1–1        | Trung Quốc   |
| ---------- | ---------- | ------------ |
| Appiah 74' | (Chi tiết) | Li Jinyu 43' |

| Cộng hòa Ireland                 | 2–1        | Hoa Kỳ                   |
| -------------------------------- | ---------- | ------------------------ |
| Cummins 6' · Corrales 25' (l.n.) | (Chi tiết) | Jorge Flores 39' (ph.đ.) |

| Ghana           | 1–0        | Hoa Kỳ |
| --------------- | ---------- | ------ |
| Ofori-Quaye 32' | (Chi tiết) |        |

| Cộng hòa Ireland | 1–1        | Trung Quốc    |
| ---------------- | ---------- | ------------- |
| Cummins 21'      | (Chi tiết) | Wang Peng 11' |

### Bảng D
| VT | Đội         | ST | T | H | B | BT | BB | HS | Đ | Giành quyền tham dự     |
| -- | ----------- | -- | - | - | - | -- | -- | -- | - | ----------------------- |
| 1  | Tây Ban Nha | 3  | 3 | 0 | 0 | 8  | 2  | +6 | 9 | Vòng đấu loại trực tiếp |
| 2  | Nhật Bản    | 3  | 1 | 1 | 1 | 10 | 7  | +3 | 4 | Vòng đấu loại trực tiếp |
| 3  | Paraguay    | 3  | 0 | 2 | 1 | 5  | 6  | −1 | 2 |                         |
| 4  | Costa Rica  | 3  | 0 | 1 | 2 | 3  | 11 | −8 | 1 |                         |

| Nhật Bản               | 1–2        | Tây Ban Nha              |
| ---------------------- | ---------- | ------------------------ |
| Yanagisawa 65' (ph.đ.) | (Chi tiết) | Farinós 23' · Angulo 56' |

| Costa Rica | 1–1        | Paraguay  |
| ---------- | ---------- | --------- |
| Bryce 45'  | (Chi tiết) | Román 59' |

| Nhật Bản                                                      | 6–2        | Costa Rica              |
| ------------------------------------------------------------- | ---------- | ----------------------- |
| Ono 3', 22' · Nakamura 7' · Jojo 78' · Fukuda 93' · Nagai 95' | (Chi tiết) | Ledezma 28' · Solís 59' |

| Tây Ban Nha   | 2–1        | Paraguay     |
| ------------- | ---------- | ------------ |
| Deus 30', 78' | (Chi tiết) | Morinigo 65' |

| Nhật Bản                                 | 3–3        | Paraguay                                 |
| ---------------------------------------- | ---------- | ---------------------------------------- |
| Jojo 31' · Hiroyama 45' · Yanagisawa 62' | (Chi tiết) | Cáceres 17' · Da Silva 38' · Samudio 67' |

| Tây Ban Nha                                                | 4–0        | Costa Rica |
| ---------------------------------------------------------- | ---------- | ---------- |
| Rivera 3' · Albelda 23' · Farinós 24' (ph.đ.) · Ribera 78' | (Chi tiết) |            |

### Bảng E
| VT | Đội       | ST | T | H | B | BT | BB | HS | Đ | Giành quyền tham dự     |
| -- | --------- | -- | - | - | - | -- | -- | -- | - | ----------------------- |
| 1  | Úc        | 3  | 2 | 1 | 0 | 5  | 3  | +2 | 7 | Vòng đấu loại trực tiếp |
| 2  | Argentina | 3  | 2 | 0 | 1 | 8  | 5  | +3 | 6 | Vòng đấu loại trực tiếp |
| 3  | Canada    | 3  | 1 | 1 | 1 | 3  | 3  | 0  | 4 | Vòng đấu loại trực tiếp |
| 4  | Hungary   | 3  | 0 | 0 | 3 | 1  | 6  | −5 | 0 |                         |

| Hungary | 0–3        | Argentina                             |
| ------- | ---------- | ------------------------------------- |
|         | (Chi tiết) | Romeo 9' · Scaloni 42' · Riquelme 50' |

| Úc | 0–0        | Canada |
| -- | ---------- | ------ |
|    | (Chi tiết) |        |

| Hungary | 0–1        | Úc          |
| ------- | ---------- | ----------- |
|         | (Chi tiết) | Allsopp 90' |

| Argentina                | 2–1        | Canada           |
| ------------------------ | ---------- | ---------------- |
| Romeo 32' · Riquelme 65' | (Chi tiết) | Bent 43' (ph.đ.) |

| Hungary          | 1–2        | Canada                     |
| ---------------- | ---------- | -------------------------- |
| Szili 3' (ph.đ.) | (Chi tiết) | De Rosario 6' · Kindel 64' |

| Argentina                                      | 3–4        | Úc                                     |
| ---------------------------------------------- | ---------- | -------------------------------------- |
| Romeo 9' · Placente 70' · Riquelme 88' (ph.đ.) | (Chi tiết) | Salapasidis 39', 40', 55', 90' (ph.đ.) |

### Bảng F
| VT | Đội         | ST | T | H | B | BT | BB | HS | Đ | Giành quyền tham dự     |
| -- | ----------- | -- | - | - | - | -- | -- | -- | - | ----------------------- |
| 1  | Anh         | 3  | 3 | 0 | 0 | 8  | 1  | +7 | 9 | Vòng đấu loại trực tiếp |
| 2  | México      | 3  | 1 | 1 | 1 | 6  | 2  | +4 | 4 | Vòng đấu loại trực tiếp |
| 3  | UAE         | 3  | 1 | 0 | 2 | 2  | 10 | −8 | 3 | Vòng đấu loại trực tiếp |
| 4  | Bờ Biển Ngà | 3  | 0 | 1 | 2 | 2  | 5  | −3 | 1 |                         |

| México                                                                 | 5–0        | UAE |
| ---------------------------------------------------------------------- | ---------- | --- |
| Lillingston 26', 56' (ph.đ.) · Cariño 40' · Torres 60' · Santacruz 70' | (Chi tiết) |     |

| Bờ Biển Ngà | 1–2        | Anh                            |
| ----------- | ---------- | ------------------------------ |
| Cissé 22'   | (Chi tiết) | Owen 6' (ph.đ.) · Shepherd 69' |

| México          | 1–1        | Bờ Biển Ngà |
| --------------- | ---------- | ----------- |
| Lillingston 44' | (Chi tiết) | Dié 33'     |

| UAE | 0–5        | Anh                                                         |
| --- | ---------- | ----------------------------------------------------------- |
|     | (Chi tiết) | Murphy 7', 35', 50' (ph.đ.) · Owen 52' · Abdulla 60' (l.n.) |

| México | 0–1        | Anh      |
| ------ | ---------- | -------- |
|        | (Chi tiết) | Owen 65' |

| UAE                 | 2–0        | Bờ Biển Ngà |
| ------------------- | ---------- | ----------- |
| Ali 52' · Kazim 85' | (Chi tiết) |             |

### Xếp hạng các đội xếp thứ ba
| VT | Bg | Đội      | ST | T | H | B | BT | BB | HS | Đ | Giành quyền tham dự     |
| -- | -- | -------- | -- | - | - | - | -- | -- | -- | - | ----------------------- |
| 1  | A  | Bỉ       | 3  | 1 | 1 | 1 | 4  | 4  | 0  | 4 | Vòng đấu loại trực tiếp |
| 2  | E  | Canada   | 3  | 1 | 1 | 1 | 3  | 3  | 0  | 4 | Vòng đấu loại trực tiếp |
| 3  | C  | Hoa Kỳ   | 3  | 1 | 0 | 2 | 2  | 3  | −1 | 3 | Vòng đấu loại trực tiếp |
| 4  | F  | UAE      | 3  | 1 | 0 | 2 | 2  | 10 | −8 | 3 | Vòng đấu loại trực tiếp |
| 5  | D  | Paraguay | 3  | 0 | 2 | 1 | 5  | 6  | −1 | 2 |                         |
| 6  | B  | Nam Phi  | 3  | 0 | 1 | 2 | 2  | 6  | −4 | 1 |                         |

## Vòng đấu loại trực tiếp
|  | Round of 16              | Round of 16              |                        |       | Tứ kết           | Tứ kết        |                       |                       | Bán kết | Bán kết |  |  | Chung kết | Chung kết |
|  |                          |                          |                        |       |                  |               |                       |                       |         |         |  |  |           |           |
|  | 25 tháng 6 – Shah Alam   |                          |                        |       |                  |               |                       |                       |         |         |  |  |           |           |
|  |                          |                          |                        |       |                  |               |                       |                       |         |         |  |  |           |           |
|  | Uruguay                  | 3                        |                        |       |                  |               |                       |                       |         |         |  |  |           |           |
|  | Uruguay                  | 3                        | 29 tháng 6 – Shah Alam |       |                  |               |                       |                       |         |         |  |  |           |           |
|  | Hoa Kỳ                   | 0                        |                        |       |                  |               |                       |                       |         |         |  |  |           |           |
|  | Hoa Kỳ                   | 0                        | Uruguay (pen.)         | 1 (7) |                  |               |                       |                       |         |         |  |  |           |           |
|  | 25 tháng 6 – Kuching     |                          | Uruguay (pen.)         | 1 (7) |                  |               |                       |                       |         |         |  |  |           |           |
|  |                          | Pháp                     | 1 (6)                  |       |                  |               |                       |                       |         |         |  |  |           |           |
|  | México                   | Pháp                     | 1 (6)                  | 0     |                  |               |                       |                       |         |         |  |  |           |           |
|  | México                   |                          | 2 tháng 7 – Shah Alam  | 0     |                  |               |                       |                       |         |         |  |  |           |           |
|  | Pháp                     | 1                        |                        |       |                  |               |                       |                       |         |         |  |  |           |           |
|  | Pháp                     | 1                        | Uruguay (aet)          | 3     |                  |               |                       |                       |         |         |  |  |           |           |
|  | 26 tháng 6 – Kangar      |                          | Uruguay (aet)          | 3     |                  |               |                       |                       |         |         |  |  |           |           |
|  |                          | Ghana                    | 2                      |       |                  |               |                       |                       |         |         |  |  |           |           |
|  | Úc                       | Ghana                    | 2                      | 0     |                  |               |                       |                       |         |         |  |  |           |           |
|  | Úc                       | 29 tháng 6 – Johor Bahru |                        | 0     |                  |               |                       |                       |         |         |  |  |           |           |
|  | Nhật Bản                 | 1                        |                        |       |                  |               |                       |                       |         |         |  |  |           |           |
|  | Nhật Bản                 | 1                        | Nhật Bản               | 1     |                  |               |                       |                       |         |         |  |  |           |           |
|  | 26 tháng 6 – Alor Setar  |                          | Nhật Bản               | 1     |                  |               |                       |                       |         |         |  |  |           |           |
|  |                          | Ghana (aet)              | 2                      |       |                  |               |                       |                       |         |         |  |  |           |           |
|  | Ghana                    | Ghana (aet)              | 2                      | 3     |                  |               |                       |                       |         |         |  |  |           |           |
|  | Ghana                    |                          | 5 tháng 7 – Shah Alam  | 3     |                  |               |                       |                       |         |         |  |  |           |           |
|  | UAE                      | 0                        |                        |       |                  |               |                       |                       |         |         |  |  |           |           |
|  | UAE                      | 0                        | Uruguay                | 1     |                  |               |                       |                       |         |         |  |  |           |           |
|  | 26 tháng 6 – Kuantan     |                          | Uruguay                | 1     |                  |               |                       |                       |         |         |  |  |           |           |
|  |                          | Argentina                | 2                      |       |                  |               |                       |                       |         |         |  |  |           |           |
|  | Tây Ban Nha              | Argentina                | 2                      | 2     |                  |               |                       |                       |         |         |  |  |           |           |
|  | Tây Ban Nha              | 29 tháng 6 – Shah Alam   |                        | 2     |                  |               |                       |                       |         |         |  |  |           |           |
|  | Canada                   | 0                        |                        |       |                  |               |                       |                       |         |         |  |  |           |           |
|  | Canada                   | 0                        | Tây Ban Nha            | 0     |                  |               |                       |                       |         |         |  |  |           |           |
|  | 25 tháng 6 – Shah Alam   |                          | Tây Ban Nha            | 0     |                  |               |                       |                       |         |         |  |  |           |           |
|  |                          | Cộng hòa Ireland         | 1                      |       |                  |               |                       |                       |         |         |  |  |           |           |
|  | Cộng hòa Ireland (aet)   | Cộng hòa Ireland         | 1                      | 2     |                  |               |                       |                       |         |         |  |  |           |           |
|  | Cộng hòa Ireland (aet)   |                          | 2 tháng 7 – Kuching    | 2     |                  |               |                       |                       |         |         |  |  |           |           |
|  | Maroc                    | 1                        |                        |       |                  |               |                       |                       |         |         |  |  |           |           |
|  | Maroc                    | 1                        | Cộng hòa Ireland       | 0     |                  |               |                       |                       |         |         |  |  |           |           |
|  | 26 tháng 6 – Johor Bahru |                          | Cộng hòa Ireland       | 0     |                  |               |                       |                       |         |         |  |  |           |           |
|  |                          | Argentina                | 1                      |       | Tranh hạng ba    | Tranh hạng ba |                       |                       |         |         |  |  |           |           |
|  | Anh                      | Argentina                | 1                      | 1     | Tranh hạng ba    | Tranh hạng ba |                       |                       |         |         |  |  |           |           |
|  | Anh                      | 29 tháng 6 – Kuching     | 29 tháng 6 – Kuching   | 1     |                  |               | 5 tháng 7 – Shah Alam | 5 tháng 7 – Shah Alam |         |         |  |  |           |           |
|  | Argentina                | 29 tháng 6 – Kuching     | 29 tháng 6 – Kuching   | 2     |                  |               | 5 tháng 7 – Shah Alam | 5 tháng 7 – Shah Alam |         |         |  |  |           |           |
|  | Argentina                | Argentina                | 2                      | 2     | Ghana            | 1             |                       |                       |         |         |  |  |           |           |
|  | 25 tháng 6 – Kuching     | Argentina                | 2                      |       | Ghana            | 1             |                       |                       |         |         |  |  |           |           |
|  |                          | Brasil                   | 0                      |       | Cộng hòa Ireland | 2             |                       |                       |         |         |  |  |           |           |
|  | Brasil                   | Brasil                   | 0                      | 10    | Cộng hòa Ireland | 2             |                       |                       |         |         |  |  |           |           |
|  | Brasil                   |                          |                        | 10    |                  |               |                       |                       |         |         |  |  |           |           |
|  | Bỉ                       | 0                        |                        |       |                  |               |                       |                       |         |         |  |  |           |           |
|  | Bỉ                       | 0                        |                        |       |                  |               |                       |                       |         |         |  |  |           |           |

### Vòng 16 đội
| Brasil                                                                                              | 10–0       | Bỉ |
| --------------------------------------------------------------------------------------------------- | ---------- | -- |
| Álvaro 3', 13' · Éder Gaúcho 32' · Alex 41', 48', 85' · Roni 67', 78' · Adaílton 82' · Zé Elias 87' | (Chi tiết) |    |

| Uruguay                         | 3–0        | Hoa Kỳ |
| ------------------------------- | ---------- | ------ |
| Zalayeta 24', 34' · Olivera 41' | (Chi tiết) |        |

| México | 0–1        | Pháp       |
| ------ | ---------- | ---------- |
|        | (Chi tiết) | Luccin 90' |

| Cộng hòa Ireland    | 2–1 (s.h.p.) | Maroc            |
| ------------------- | ------------ | ---------------- |
| Fenn 35' · Duff 97' | (Chi tiết)   | Inman 43' (l.n.) |

| Úc | 0–1        | Nhật Bản       |
| -- | ---------- | -------------- |
|    | (Chi tiết) | Yanagisawa 44' |

| Anh           | 1–2        | Argentina                        |
| ------------- | ---------- | -------------------------------- |
| Carragher 49' | (Chi tiết) | Riquelme 10' (ph.đ.) · Aimar 26' |

| Ghana                             | 3–0        | UAE |
| --------------------------------- | ---------- | --- |
| Ackon 32' · Sule 79' · Issaka 88' | (Chi tiết) |     |

| Tây Ban Nha           | 2–0        | Canada |
| --------------------- | ---------- | ------ |
| Deus 77' · Rivera 90' | (Chi tiết) |        |

### Tứ kết
| Uruguay           | 1–1 (s.h.p.) | Pháp          |
| ----------------- | ------------ | ------------- |
| Olivera 68'       | (Chi tiết)   | Trezeguet 27' |
| Loạt sút luân lưu |              |               |
|                   | 7–6          |               |

| Argentina                    | 2–0        | Brasil |
| ---------------------------- | ---------- | ------ |
| Scaloni 79' · Perezlindo 90' | (Chi tiết) |        |

| Tây Ban Nha | 0–1        | Cộng hòa Ireland   |
| ----------- | ---------- | ------------------ |
|             | (Chi tiết) | Molloy 52' (ph.đ.) |

| Nhật Bản       | 1–2 (s.h.p.) | Ghana                      |
| -------------- | ------------ | -------------------------- |
| Yanagisawa 80' | (Chi tiết)   | Ansah 9' · Ofori-Quaye 97' |

### Bán kết
| Cộng hòa Ireland | 0–1        | Argentina |
| ---------------- | ---------- | --------- |
|                  | (Chi tiết) | Romeo 55' |

| Uruguay                                | 3–2 (s.h.p.) | Ghana                          |
| -------------------------------------- | ------------ | ------------------------------ |
| Zalayeta 13' · Coelho 45' · Perea 105' | (Chi tiết)   | Lawson 45' · Meloño 78' (l.n.) |

### Tranh hạng ba
| Ghana   | 1–2        | Cộng hòa Ireland    |
| ------- | ---------- | ------------------- |
| Sule 5' | (Chi tiết) | Baker 2' · Duff 33' |

### Chung kết
| Uruguay    | 1–2      | Argentina                    |
| ---------- | -------- | ---------------------------- |
| García 15' | Chi tiết | Cambiasso 26' · Quintana 43' |

| Uruguay | Argentina |

| GK               | 1  | Gustavo Munúa       |          |         |
| DF               | 2  | Álvaro Perea        |          |         |
| DF               | 3  | Martín Rivas        |          |         |
| DF               | 4  | Carlos Díaz         | Thẻ vàng |         |
| DF               | 6  | César Pellegrín     |          | Thay ra |
| DF               | 13 | Alejandro Meloño    |          | Thay ra |
| MF               | 5  | Pablo García        |          |         |
| MF               | 7  | Christian Callejas  | Thẻ vàng | Thay ra |
| MF               | 8  | Fabián Coelho       |          |         |
| FW               | 9  | Marcelo Zalayeta    |          |         |
| FW               | 10 | Nicolás Olivera     |          |         |
| Dự bị:           |    |                     |          |         |
| MF               | 15 | Mario Regueiro      |          | Vào sân |
| MF               | 18 | Sebastián Cartagena |          | Vào sân |
| FW               | 17 | Rodrigo López       |          | Vào sân |
| Huấn luyện viên: |    |                     |          |         |
| Víctor Púa       |    |                     |          |         |

| GK               | 1  | Leo Franco              |  |         |
| RB               | 18 | Lionel Scaloni          |  | Thay ra |
| CB               | 3  | Walter Samuel           |  |         |
| CB               | 13 | Fabián Cubero           |  |         |
| LB               | 2  | Leandro Cufré           |  |         |
| DM               | 5  | Esteban Cambiasso       |  |         |
| RM               | 4  | Juan Serrizuela         |  |         |
| LM               | 14 | Diego Placente          |  |         |
| AM               | 8  | Juan Román Riquelme (c) |  |         |
| SS               | 7  | Diego Quintana          |  | Thay ra |
| CF               | 9  | Bernardo Romeo          |  | Thay ra |
| Dự bị:           |    |                         |  |         |
| MF               | 10 | Pablo Aimar             |  | Vào sân |
| MF               | 11 | Pablo Rodríguez         |  | Vào sân |
| FW               | 15 | Martín Perezlindo       |  | Vào sân |
| Huấn luyện viên: |    |                         |  |         |
| José Pekerman    |    |                         |  |         |

| GK               | 1  | Gustavo Munúa       |          |         |
| DF               | 2  | Álvaro Perea        |          |         |
| DF               | 3  | Martín Rivas        |          |         |
| DF               | 4  | Carlos Díaz         | Thẻ vàng |         |
| DF               | 6  | César Pellegrín     |          | Thay ra |
| DF               | 13 | Alejandro Meloño    |          | Thay ra |
| MF               | 5  | Pablo García        |          |         |
| MF               | 7  | Christian Callejas  | Thẻ vàng | Thay ra |
| MF               | 8  | Fabián Coelho       |          |         |
| FW               | 9  | Marcelo Zalayeta    |          |         |
| FW               | 10 | Nicolás Olivera     |          |         |
| Dự bị:           |    |                     |          |         |
| MF               | 15 | Mario Regueiro      |          | Vào sân |
| MF               | 18 | Sebastián Cartagena |          | Vào sân |
| FW               | 17 | Rodrigo López       |          | Vào sân |
| Huấn luyện viên: |    |                     |          |         |
| Víctor Púa       |    |                     |          |         |

| GK               | 1  | Leo Franco              |  |         |
| RB               | 18 | Lionel Scaloni          |  | Thay ra |
| CB               | 3  | Walter Samuel           |  |         |
| CB               | 13 | Fabián Cubero           |  |         |
| LB               | 2  | Leandro Cufré           |  |         |
| DM               | 5  | Esteban Cambiasso       |  |         |
| RM               | 4  | Juan Serrizuela         |  |         |
| LM               | 14 | Diego Placente          |  |         |
| AM               | 8  | Juan Román Riquelme (c) |  |         |
| SS               | 7  | Diego Quintana          |  | Thay ra |
| CF               | 9  | Bernardo Romeo          |  | Thay ra |
| Dự bị:           |    |                         |  |         |
| MF               | 10 | Pablo Aimar             |  | Vào sân |
| MF               | 11 | Pablo Rodríguez         |  | Vào sân |
| FW               | 15 | Martín Perezlindo       |  | Vào sân |
| Huấn luyện viên: |    |                         |  |         |
| José Pekerman    |    |                         |  |         |

## Vô địch
| Giải vô địch bóng đá trẻ thế giới 1997 |
| -------------------------------------- |
| · Argentina · Lần thứ 3                |

## Giải thưởng
| Chiếc giày vàng | Quả bóng vàng   | Giải phong cách FIFA |
| --------------- | --------------- | -------------------- |
| Adaílton        | Nicolás Olivera | Argentina            |

## Cầu thủ ghi bàn
Adaílton của Brasil đã giành giải thưởng Chiếc giày vàng vì đã ghi được 10 bàn thắng. Tổng cộng có 165 bàn thắng đã được ghi bởi 101 cầu thủ khác nhau, trong đó có 7 bàn phản lưới nhà.
10 bàn
- Adaílton

5 bàn
- David Trezeguet

4 bàn
- Bernardo Romeo
- Juan Román Riquelme
- Kostas Salapasidis
- Alex
- Atsushi Yanagisawa
- Marcelo Zalayeta

3 bàn
- Gunter Van Handenhoven
- Zé Elias
- Danny Murphy
- Michael Owen
- Thierry Henry
- Eduardo Lillingston
- José Luis Deus
- Fabián Coelho

2 bàn
- Lionel Scaloni
- Álvaro
- Fernandão
- Rôni
- Peter Luccin
- Baba Sule
- Peter Ofori-Quaye
- Harutaka Ono
- Shinji Jojo
- Damien Duff
- Micky Cummins
- Trevor Molloy
- Junaid Hartley
- Park Jin-sub
- Alberto Rivera
- Javier Farinós
- Nicolás Olivera

1 bàn
- Diego Placente
- Diego Quintana
- Esteban Cambiasso
- Martín Perezlindo
- Pablo Aimar
- Daniel Allsopp
- Éder Gaúcho
- Gauthier Remacle
- Dwayne De Rosario
- Jason Bent
- Steve Kindel
- Li Jinyu
- Wang Peng
- Alonso Solís
- Froylán Ledezma
- Steven Bryce
- Jamie Carragher
- Paul Shepherd
- Awudu Issaka
- Bashiru Gambo
- Joseph Ansah
- Mohamed Mouktar
- Odartey Lawson
- Richard Ackon
- Stephen Appiah
- Attila Szili
- Serge Dié
- Souleymane Cissé
- Kenji Fukuda
- Nozomi Hiroyama
- Shunsuke Nakamura
- Yuichiro Nagai
- Nik Ahmad Fadly
- Carlos Cariño
- Gerardo Torres
- Omar Santacruz
- Aissam El Barodi
- Hamid Termina
- Khalid Khamma
- Tarik Sektioui
- César Cáceres
- Gustavo Morinigo
- Juan Samudio
- Paulo da Silva
- Raúl Román
- Desmond Baker
- Neale Fenn
- Chung Seok-keun
- Lee Jung-min
- Lee Kwan-woo
- David Albelda
- Diego Ribera
- Miguel Ángel Angulo
- Mohamed Kazim
- Yaser Salem Ali
- Brian West
- Jorge Flores
- Álvaro Perea
- Rodrigo López
- Inti Podestá
- Pablo García

Bàn phản lưới nhà
- Mikaël Silvestre (trong trận gặp Brasil)
- Khairun Haled Masrom (trong trận gặp Uruguay)
- Youssef Safri (trong trận gặp Malaysia)
- Niall Inman (trong trận gặp Maroc)
- Abdulla Ahmed Abdulla (trong trận gặp Anh)
- Ramiro Corrales (trong trận gặp Cộng hòa Ireland)
- Alejandro Meloño (trong trận gặp Ghana)

## Bảng xếp hạng giải đấu
| VT | Đội              | ST | T | H | B | BT | BB | HS  | Đ  | Chung cuộc            |
| -- | ---------------- | -- | - | - | - | -- | -- | --- | -- | --------------------- |
| 1  | Argentina        | 7  | 6 | 0 | 1 | 15 | 7  | +8  | 18 | Vô địch               |
| 2  | Uruguay          | 7  | 4 | 2 | 1 | 14 | 6  | +8  | 14 | Á quân                |
| 3  | Cộng hòa Ireland | 7  | 4 | 1 | 2 | 9  | 7  | +2  | 13 | Hạng ba               |
| 4  | Ghana            | 7  | 4 | 1 | 2 | 12 | 8  | +4  | 13 | Hạng tư               |
|    |                  |    |   |   |   |    |    |     |    |                       |
| 5  | Brasil           | 5  | 4 | 0 | 1 | 25 | 5  | +20 | 12 | Bị loại ở Tứ kết      |
| 6  | Tây Ban Nha      | 5  | 4 | 0 | 1 | 10 | 3  | +7  | 12 | Bị loại ở Tứ kết      |
| 7  | Pháp             | 5  | 3 | 1 | 1 | 10 | 8  | +2  | 10 | Bị loại ở Tứ kết      |
| 8  | Nhật Bản         | 5  | 2 | 1 | 2 | 12 | 9  | +3  | 7  | Bị loại ở Tứ kết      |
|    |                  |    |   |   |   |    |    |     |    |                       |
| 9  | Anh              | 4  | 3 | 0 | 1 | 9  | 3  | +6  | 9  | Bị loại ở Vòng 16 đội |
| 10 | Úc               | 4  | 2 | 1 | 1 | 5  | 4  | +1  | 7  | Bị loại ở Vòng 16 đội |
| 11 | Maroc            | 4  | 1 | 2 | 1 | 5  | 4  | +1  | 5  | Bị loại ở Vòng 16 đội |
| 12 | México           | 4  | 1 | 1 | 2 | 6  | 3  | +3  | 4  | Bị loại ở Vòng 16 đội |
| 13 | Canada           | 4  | 1 | 1 | 2 | 3  | 5  | −2  | 4  | Bị loại ở Vòng 16 đội |
| 14 | Bỉ               | 4  | 1 | 1 | 2 | 4  | 14 | −10 | 4  | Bị loại ở Vòng 16 đội |
| 15 | Hoa Kỳ           | 4  | 1 | 0 | 3 | 2  | 6  | −4  | 3  | Bị loại ở Vòng 16 đội |
| 16 | UAE              | 4  | 1 | 0 | 3 | 2  | 13 | −11 | 3  | Bị loại ở Vòng 16 đội |
|    |                  |    |   |   |   |    |    |     |    |                       |
| 17 | Paraguay         | 3  | 0 | 2 | 1 | 5  | 6  | −1  | 2  | Bị loại ở Vòng bảng   |
| 18 | Trung Quốc       | 3  | 0 | 2 | 1 | 2  | 3  | −1  | 2  | Bị loại ở Vòng bảng   |
| 19 | Bờ Biển Ngà      | 3  | 0 | 1 | 2 | 2  | 5  | −3  | 1  | Bị loại ở Vòng bảng   |
| 20 | Nam Phi          | 3  | 0 | 1 | 2 | 2  | 6  | −4  | 1  | Bị loại ở Vòng bảng   |
| 21 | Costa Rica       | 3  | 0 | 1 | 2 | 3  | 11 | −8  | 1  | Bị loại ở Vòng bảng   |
| 22 | Hàn Quốc         | 3  | 0 | 1 | 2 | 5  | 14 | −9  | 1  | Bị loại ở Vòng bảng   |
| 23 | Hungary          | 3  | 0 | 0 | 3 | 1  | 6  | −5  | 0  | Bị loại ở Vòng bảng   |
| 24 | Malaysia (H)     | 3  | 0 | 0 | 3 | 2  | 9  | −7  | 0  | Bị loại ở Vòng bảng   |